# Domenico Adamini
Domenico Adamini (Agra, 17 ottobre 1792 – 1º settembre 1860) è stato un architetto svizzero, originario del canton Ticino.

## Biografia
Nato a Bigogno di Agra, vicino a Lugano, assieme al fratello Leone lavorò principalmente in Russia. Arrivato nel 1816 a Pietroburgo col padre Tommaso ed il fratello, fu impegnato - come assistente del padre. Nel 1818 fu assunto presso la casa imperiale e l'anno dopo, assieme ai consanguinei, collaborò alla costruzione del Palazzo del granduca Michele (oggi sede del Museo Russo). Nel 1820 cominciò a lavorare alle dirette dipendenze di Carlo Rossi, nell'ambito della costruzione del Palazzo dello Stato Maggiore.

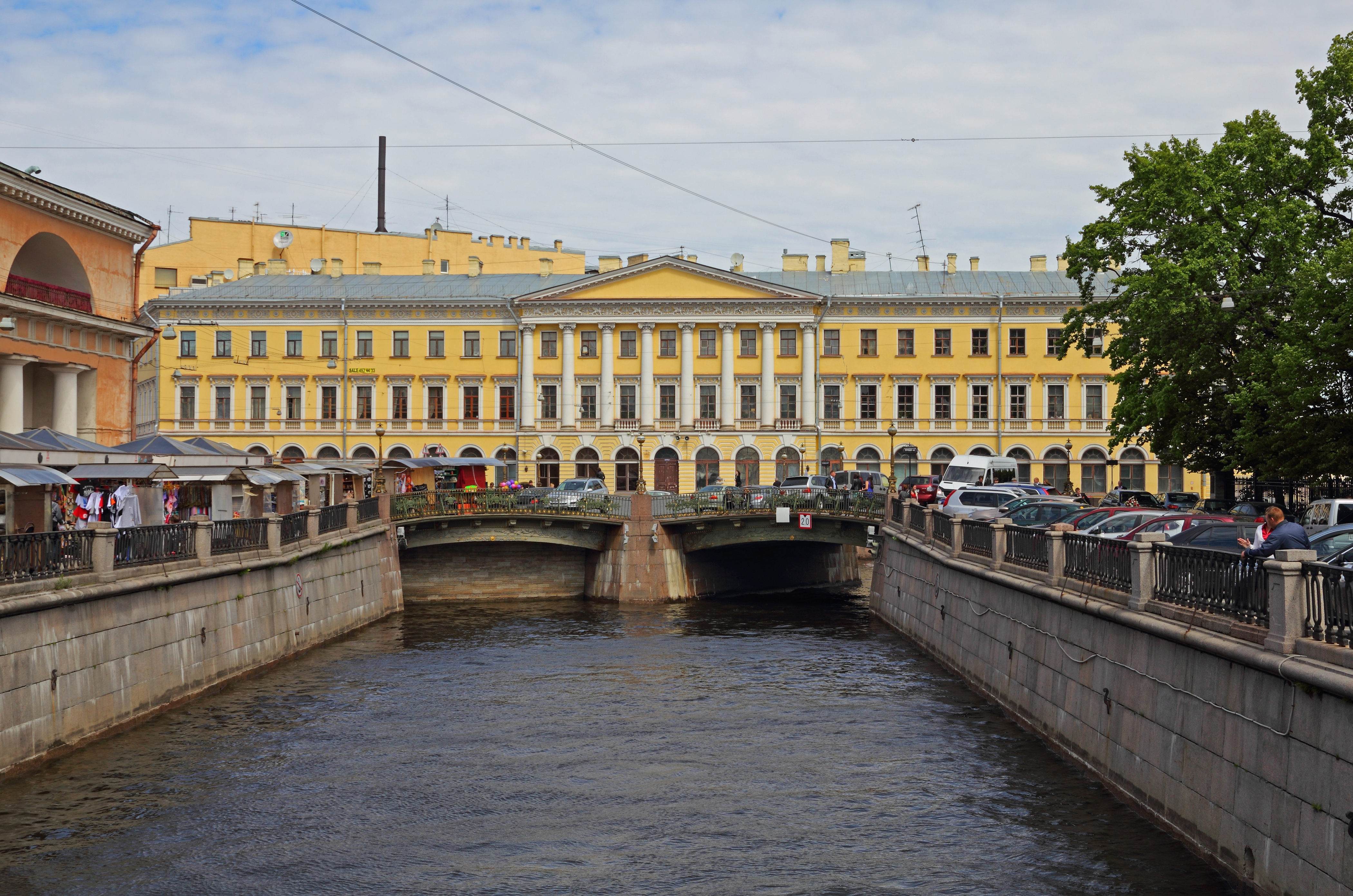
Casa del mercante Antonov (Pietroburgo, 1824)

Nel 1823 venne assunto come assistente da August de Montferrand, direttore dei lavori per la cattedrale di Sant'Isacco. Adamini diede molti contributi ai lavori di Montferrand, che però lo licenziò perché non sopportava che continuasse a lavorare col Rossi. Come tutti quelli della sua famiglia, anche Domenico fu un tecnico delle costruzioni di primissimo livello, ma fu dotato anche di una solida base teorica, che ne distinse l'opera. Fra le sue opere più importanti si ricordano:
- Obelisco Rumjantsev (Isola Vasil'ievskij, 1820 c.ca)
- Casa del mercante Antonov (Pietroburgo, 1824)
- Chiesa cattolica di San Giovanni (Carskoe Selo, 1825)
- Monumento in onore della battaglia di Borodino (Pietroburgo, 1837)

Dopo il suo ritorno al paese natale ed il suo matrimonio con Paolina Somazzi, cugina dell'ingegnere Angelo Somazzi, Adamini fu attivo soprattutto in Italia e nei territori dell'impero austro-ungarico e si dedicò con frutto alle questioni tecnologiche. Fra i suoi parenti vi sono anche due altri architetti, il cugino Antonio ed il nipote Tommaso.

## Archivi
- Archivio Privato Nardo Adamini, Bigogno